# 1007

## Události
- Jindřich II. založil bamberské biskupství
- Fulko III. z Anjou založil klášter Beaulieu-lès-Loches

## Narození
- ? – Ou-jang Siou, čínský státník, historik, učenec a básník († 22. září 1072)
- ? – Gruffydd ap Llywelyn, vládce Walesu († 5. srpen 1063)

## Úmrtí
- 21. července – Gisela Burgundská, bavorská a korutanská vévodkyně (* cca 950/955)
- 31. října – Heriger z Lobbes, teolog a historik (* cca 925)

## Hlavy států
- České knížectví – Jaromír
- Svatá říše římská – Jindřich II.
- Papež – Jan XVIII.
- Anglické království – Ethelred II.
- Francouzské království – Robert II.
- Polské knížectví – Boleslav I. Chrabrý
- Uherské království – Štěpán I.
- Byzanc – Basileios II. Bulgaroktonos
- Bulharsko – Samuel
- Chorvatsko – Křesimír III.
- Afghánistán – Mahmúd
- Čína – Šeng-cung (dynastie Liao), Čen-cung (dynastie Severní Sung)
- Lucembursko – Jindřich I.
- Gruzie – Bagrad III. Sjednotitel